# Протестантизам у Србији
Протестанти су четврта по величини верска група у Србији, после православних хришћана, римокатолика и муслимана. На попису из 2011. године, у Србији је (без Косова и Метохије) било 71.284 протестаната и они су чинили 1% становништва земље. Етнички Словаци чине већину српске протестантске заједнице. Неки припадници других етничких група (Срби, Роми, Мађари и Немци) такође су присталице различитих облика протестантског хришћанства.
Највише протестаната (64.029) налази се у покрајини Војводини. Највећи проценат на општинском нивоу је у општинама Бачки Петровац и Ковачица, где апсолутну или релативну већину становништва чине етнички Словаци (од којих су већина присталице протестантског хришћанства). Друга релативно велика протестантска заједница налази се у другом по величини српском граду Новом Саду са 8.499 протестаната. Изван Војводине, значајна концентрација протестаната у остатку земље забележена је у Лесковцу (2.493) и Београду (1.606).
У земљи постоје различите протестантске групе, укључујући методисте, адвентисте седмог дана и евангелистичке баптисте. Многе од ових група налазе се у културно разноликој покрајини Војводини. Пред крај Другог светског рата, број протестаната у региону био је већи.
Протестантизам (углавном у свом назаренском облику) почиње да се шири међу Србима у Војводини последњих деценија 19. века.

## Огранци

### Хришћанска Назаренска заједница
Назаренски облик протестантског хришћанства, у Северној Америци познат као хришћанска назаренска црква, појавио се међу Србима током 1860-их година на подручју Војводине, којом је у то време управљало Аустријско царство (преименовано у Аустроугарску 1867. године). Верска група се проширила и на тадашњу Кнежевину Србију већ 1872. године.
Због привржености ненасиљу и одбијању да носе оружје и служе војску, Назарене су прогањале и затварале све три државне власти под којима су живели: пред Први светски рат аустроугарска и српска и после српско-хрватско-словенске (тј. југословенске). Године 1892, већина од 210 затвореника у Пешти који су били затворени јер су одбили да носе оружје били су Срби из Бачке.
Током последње две деценије 19. века, у неколико (углавном српских) насеља у Војводини формирале су се значајне назаретске заједнице: Меленци, Долово, Мокрин, Локве, Мраморак, Падина, Дебељача, Баваниште, Банатско Карловац, Перлез, Банатско Ново Село. Веће назаренске заједнице биле су присутне и у неким већим градовима региона, као што су Сомбор, Нови Сад, Панчево и Велики Бечкерек. Насеље са највећим процентом назарена у становништву било је српско село Надаљ (крајем 19. века, 250 од укупно 2.000 сељана су били Назарени).
Према попису из 1891. године, у Краљевини Угарској (једном од два дела Аустроугарске) било је 6.829 Назарена, од чега 4.400 Срба (представљени бројеви нису обухватали територију аутономне Краљевине Хрватске и Славоније). Према незваничној процени из 1897. године, у Краљевини Угарској било је 9.000–10.000 Срба Назарена, а у Краљевини Србији и Босни још 1.000.
Према полицијском извештају из 1925. године, у 352 насеља у Бачкој, Банату, Срему и Барањи било је 16.652 пунолетна Назарена. Највећи број њих су били Срби (7.971), док су остали Словаци (3.336), Мађари (2.144), Румуни (1.537), Немци (986), Хрвати (669), Бугари (44), Чеси (4). Према попису из 1953. године у Југославији је било 15.650 назарена.
Године 1924. српско-хрватско-словенске власти ухапсиле су више од 2.000 назарена који су одбили да носе оружје. Између 1927. и 1933. године међу назаренима је било 80% Срба који су били затворени у југословенским затворима, док су током 1960-их око 65% заточених назарена били Срби.
Према незваничним истраживањима која су спроведена током 1980-их, у Војводини је живело 15.000 назарена који су живели у 170 заједница, од којих су 96 одсто били Срби.
Иако су крај 19. и почетак 20. века били периоди у којима је назаренска верска група била широко распрострањена међу Србима, каснији делови 20. века бележе извесно опадање назаренске заједнице. Пропадање заједнице имало је различите разлоге: многи чланови заједнице су емигрирали преко океана и населили се у Сједињеним Државама и Канади, неки од Назарећана који су првобитно били православног порекла прешли су назад у источно православно хришћанство, док су се други преобратили у друге протестантске деноминације. Од Првог светског рата највећа протестантска заједница међу Србима постали су адвентисти.
У 2002. години 1.426 грађана Србије се на попису изјаснило као припадници Назаренске заједнице. Седиште Назарећанске заједнице у Србији је у Новом Саду.

### Хришћанска адвентистичка црква
Хришћанска адвентистичка црква у Србији је део Уније Хришћанске адвентистичке цркве Југоисточне Европе. Унија је подељена на 3 провинције и једну мисију; седишта покрајина су у Новом Саду, Нишу и Сарајеву. У Србији има око 7.000 активних адвентистичких присталица и 175 адвентистичких цркава.
Први адвентистички мисионари на територији данашње Србије започели су свој рад у Војводини 1890. године. Године 1893. формирано је друштво за превођење, штампање и популаризацију адвентистичке књижевности. Литература је штампана на мађарском и српском језику. Први адвентиста који је проповедао на српском језику (1901) био је Петар Тодор. Скупио је групу присталица у селу Кумане у Банату 1905. године. Потом су формиране адвентистичке заједнице у Тителу, Новом Милошеву и Мокрину (1906), Кикинди (1907), Београду и Новом Кнежевцу (1909), Земуну (1910) итд. Северна адвентистичка провинција са средиштем у Новом Саду основана је 1911. године, док је јужна са центром у Нишу основана 1931. године.
Хришћанска адвентистичка црква је основала и библијску школу за слање поште, која је за време постојања Социјалистичке Федеративне Републике Југославије имала око 4.000 ученика на српско-хрватском (3.000 ћириличних и 1.000 латиничних), и око 500–1.000 ученика на мађарском језику, словеначком и македонском по години.

### Реформни покрет адвентиста седмог дана
Реформни покрет адвентиста седмог дана присутна је у Србији од 1918. године. На Врачару у Београду постоји организациона јединица ове заједнице.

### Хришћанска баптистичка црква
У Србији постоје две групе хришћанских баптистичких заједница: Савез баптистичких цркава у Србији са седиштем у Београду, 69 цркава и 1.983 присташа; и Савез евангелистичких хришћана-баптиста Србије и Црне Горе са седиштем у Врњачкој Бањи, 17 цркава и 700 присталица. Према другом извору, у Србији је (од 2002. године) било 1.572 припадника Хришћанске баптистичке цркве и 109 припадника Независне баптистичке цркве.

### Протестантска хришћанска заједница
Протестантска хришћанска заједница има седиште у Новом Саду. Основано је 1991. године. Од 2008. године Протестантска хришћанска заједница има јурисдикцију над Протестантском богословијом у Новом Саду, која је раније била у надлежности Савеза баптиста Србије.

### Евангелистичка методистичка црква
Евангелистичка методистичка црква у Србији има седиште у Новом Саду. У Србији је присутна од 1898. године. Године 1953. у Југославији је било 3.000 одраслих чланова ове заједнице и око 6.000 деце. У Војводини се методистичка заједница појавила у последњој деценији 19. века. Раније је највећи број присталица био немачке националности, док су данас чланови цркве Словаци, Срби, Мађари, Роми итд.

### Евангелистичка црква
Евангелистичка црква у Србији основана је у Новом Саду 2006. године. Настала је од неколико организационих јединица евангелистичког хришћанства. Прве верске организације из којих је ова црква настала су на територији Војводине од 1900. године. Највише присталица је у Војводини, углавном у Новом Саду, Жабљу и Старој Пазови. Припада пентекостној деноминацији.

### Протестантска евангелистичка црква
Протестантска евангелистичка црква, седиште ове верске заједнице је у Београду, Симина 8.

### Христова евангелистичка црква
Христова евангелистичка црква у Србији делује од 1950. године. Седиште ове верске заједнице је у Суботици, Ивана Зајца 17, углавном локалне цркве су у Војводини: Суботица, Зрењанин, Београд, Панчево, Пивнице, Апатин, Сента, Ада итд. Етничка припадност локалних цркава је српска, мађарска, словачка и циганска. Припада деноминацији Скупштине Божје.

### Црква Божја
Црква Божја у Србији делује од 1968. године. Седиште ове верске заједнице било је у Карановцима (општина Варварин, Расински округ), али се од 2009. године налази у Сремској Митровици. Припада пентекостној деноминацији.

### Епископална слободна црква
Епископална слободна црква има седиште на Звездари у Београду. Основан је 1978. године у Београду. Основали су је некадашњи присталице Цркве Божије.

### Протестантска еванђеоска црква "Духовни центар"
Протестантска еванђеоска црква „Духовни центар“ има седиште у Лесковцу. Један део присталица ове цркве су и припадници ромске етничке заједнице са југа Србије.

### Црква Христа Спаситеља
Храм Христа Спаситеља основан је недавно и вероватно је најмлађа верска заједница у Новом Саду. Има око 120 чланова.

### Црква Христове евангелистичке браће
Црква Христове евангелистичке браће има седиште у Београду. Има 20 чланова.

### Словачка евангеличка црква аугзбуршке конфесије у Србији
Словачка евангеличка црква аугзбуршке конфесије у Србији има седиште у Новом Саду. Највећа је протестантска црква у Србији и једна је од седам законом дефинисаних традиционалних цркава и верских заједница Део је Светског лутеранског савеза који има седиште у Женеви. Већина присталица ове цркве су етнички Словаци. Раније је седиште епископије било у Бачком Петровцу. Први словачки евангелисти настанили су се у Војводини 1745. године. Црква има око 50.000 присталица и подељена је на 4 сениората: Бачки, Банатски, Сремски и посебан сениорат за вернике немачке мањине.

### Христова црква браће
Христова црква браће има седиште у Бачком Петровцу. Основан је 1949. године у Новом Саду, али је у Србији активан од 1922. године. Године 1999. имала је 450 присталица у око 13 заједница.

### Христова духовна црква
Христова духовна црква има седиште у Падини. Осим цркве у Падини, постоји још 30 цркава ове општине, међу којима је и једна новосадска. Заједница је активна у Србији од 1950. године. То је заједница пентекостног карактера. Некадашња седишта цркве била су у Бачком Петровцу, Врднику и Гложану. Године 2002. у Србији је било 542 члана ове цркве, од чега 230 у Падини.

### Заветна црква Сион
Заветна црква Сион има главно седиште у Падини. Основана је у Падини 2010. године. Заједница која делује као аутономна фракција Духовне Цркве Христове.

### Евангелистичка хришћанска црква Аугзбуршке конфесије
Евангелистичка црква аугзбуршке конфесије има седиште у Суботици. Црква има око 10.000 присталица, углавном етничких Мађара из северне Бачке. По Уставу Цркве из 1955. године, ова црква је правни наследник Немачке евангелистичке хришћанске цркве аугзбуршке конфесије из предратне Југославије на територији Србије. Ова црква је 1972. године укључена у Словачку евангелистичку цркву Аугзбуршке конфесије и организована је као мађарски сениорат у оквиру те цркве. Године 1998. црква је поново постала независна. До краја Другог светског рата један број војвођанских Немаца били су припадници ове цркве.

### Реформатска хришћанска црква
Реформатска хришћанска црква у Србији има седиште у Фекетићу. У једном периоду седиште цркве је било у Пачиру. Реформисана хришћанска црква је званични назив за калвинизам. Већина присталица су етнички Мађари из Војводине. Црква има око 20.000 чланова. Цркву су основали реформисти који су у Војводину дошли из Кунхеђеса и Тисабуре 1785. године. До краја Другог светског рата један број војвођанских Немаца били су припадници ове цркве.
У Србији постоји и мала протестантска реформисана хришћанска црква, одвојена деноминација са 2 цркве и мисије.

### Црква Исуса Христа светаца последњих дана
Црква Исуса Христа светаца последњих дана има седиште у Будимпешти, Мађарска. Седиште ове верске заједнице у Србији је у Сенти, а постоји црква и у Београду. Основана је у Мађарској и регистрована 1998. године у Будимпешти, а у Србији је активна од 2006. године.